# Stârc de mangrove
Stârcul de mangrove (Butorides striata) este un stârc de dimensiune mică care trăiește în America, Asia, Africa și Oceania.

## Taxonomie
Stârcul de mangrove a fost descris oficial de naturalistul suedez Carl Linnaeus în 1758, în cea de-a zecea ediție a lucrării sale Systema Naturae. El a plasat-o alături de ceilalți stârci din genul Ardea și a inventat numele binomial Ardea striata. Linnaeus a precizat că localizarea tipică⁠(d) este Surinam. Epitetul specific provine din latinescul striatus, care înseamnă „striat”. Este acum una dintre cele trei specii strâns înrudite plasate în genul Butorides, care a fost introdus în 1852 de zoologul englez Edward Blyth⁠(d).
Sunt recunoscute 21 de subspecii:
- B. s. striata (Linnaeus, 1758) – de la est de Panama la nord de Argentina, Bolivia și Chile
- B. s. atricapilla (Afzelius, 1804) – Africa la sud de Sahara
- B. s. brevipes (Hemprich & Ehrenberg, 1833) – Somalia și coastele Mării Roșii
- B. s. rutenbergi (Hartlaub, 1880) – Madagascar și Réunion
- B. s. rhizophorae Salomonsen, 1934 – Comoros
- B. s. crawfordi Nicoll, 1906 – centru Seychelles
- B. s. degens Hartert, EJO, 1920 – nord-est Seychelles
- B. s. albolimbata Reichenow, 1900 – Arhipelagul Chagos și Maldive
- B. s. spodiogaster Sharpe, 1894 – Insulele Andaman și Nicobar și insulele din vestul insulei Sumatra
- B. s. amurensis (Schrenck, 1860) – sud-estul Siberiei, nord-estul Chinei și Japonia
- B. s. actophila Oberholser, 1912 – din estul Chinei spre nordul Myanmarului și nordul Vietnamului
- B. s. javanica (Horsfield, 1821) – Pakistan, India și Sri Lanka până în Thailanda, Filipine, Marea Sundas și Sulawesi
- B. s. steini Mayr, 1943
- B. s. moluccarum Hartert, EJO, 1920
- B. s. papuensis Mayr, 1940 – nord-vestul Noii Guinee
- B. s. idenburgi Rand, 1941 – nordul Noii Guinee
- B. s. flyensis Salomonsen, 1966 – sudul central, sud-estul Noii Guinee
- B. s. macrorhyncha (Gould, 1848) – est, nord-estul Australiei și Noua Caledonie
- B. s. stagnatilis (Gould, 1848) –nord-vest, nordul central al Australiei
- B. s. patruelis (Peale, 1849) – Insulele Tahiti
- B. s. solomonensis Mayr, 1940 – de la Insula New Hanover la Insulele Solomon (cu excepția Insulei Rennell), și de la Vanuatu la Fiji (Polinezia de sud-vest)

## Galerie

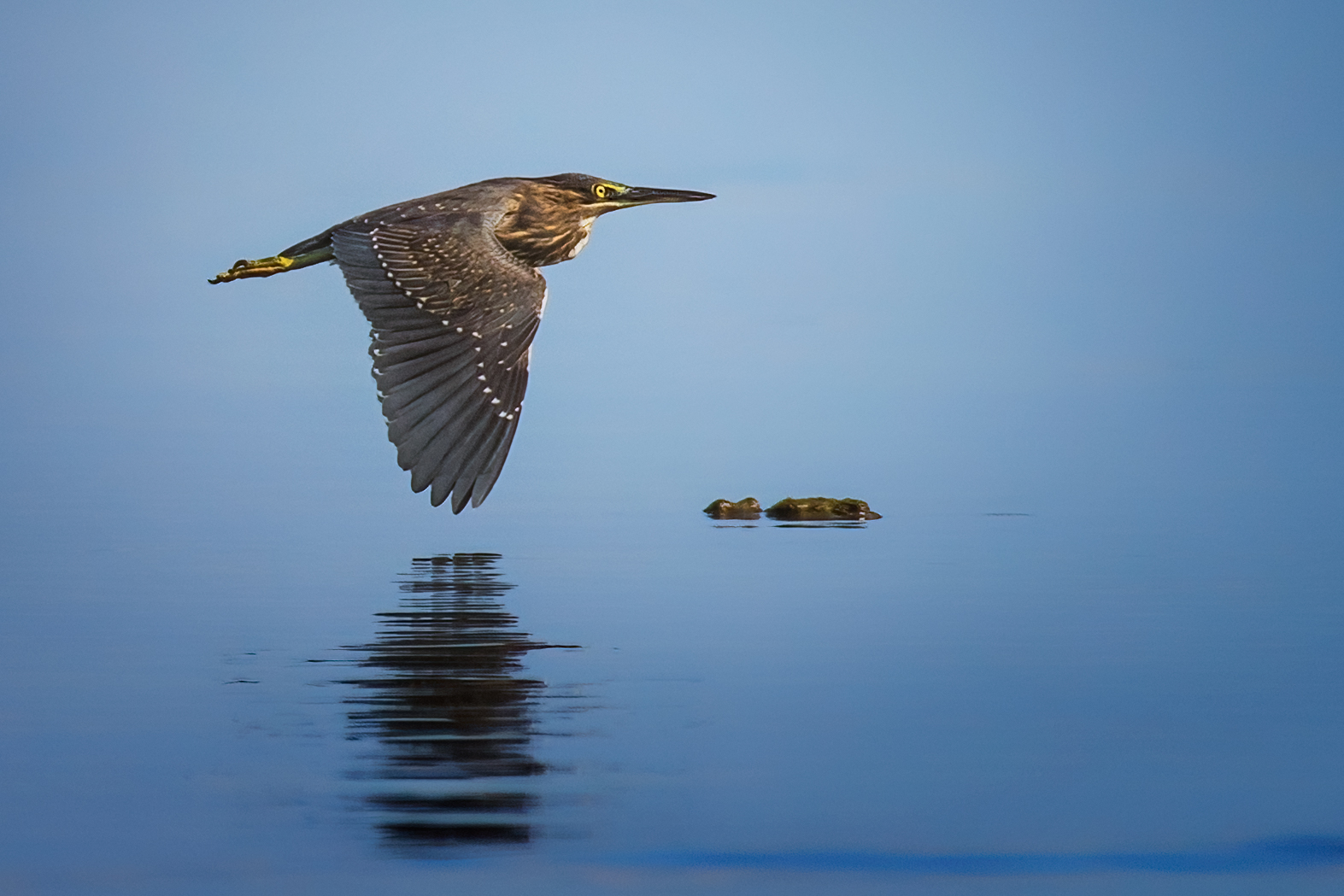
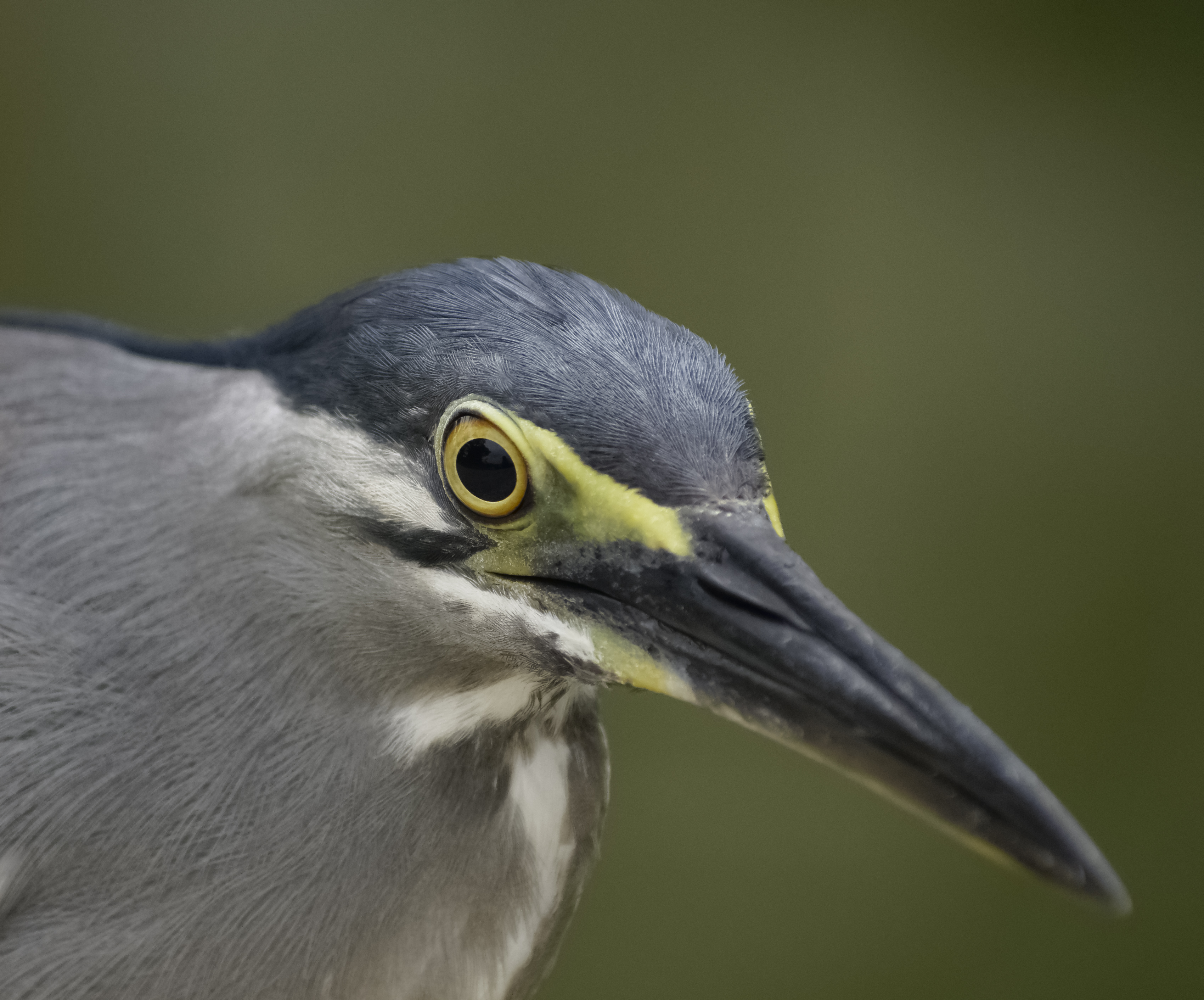
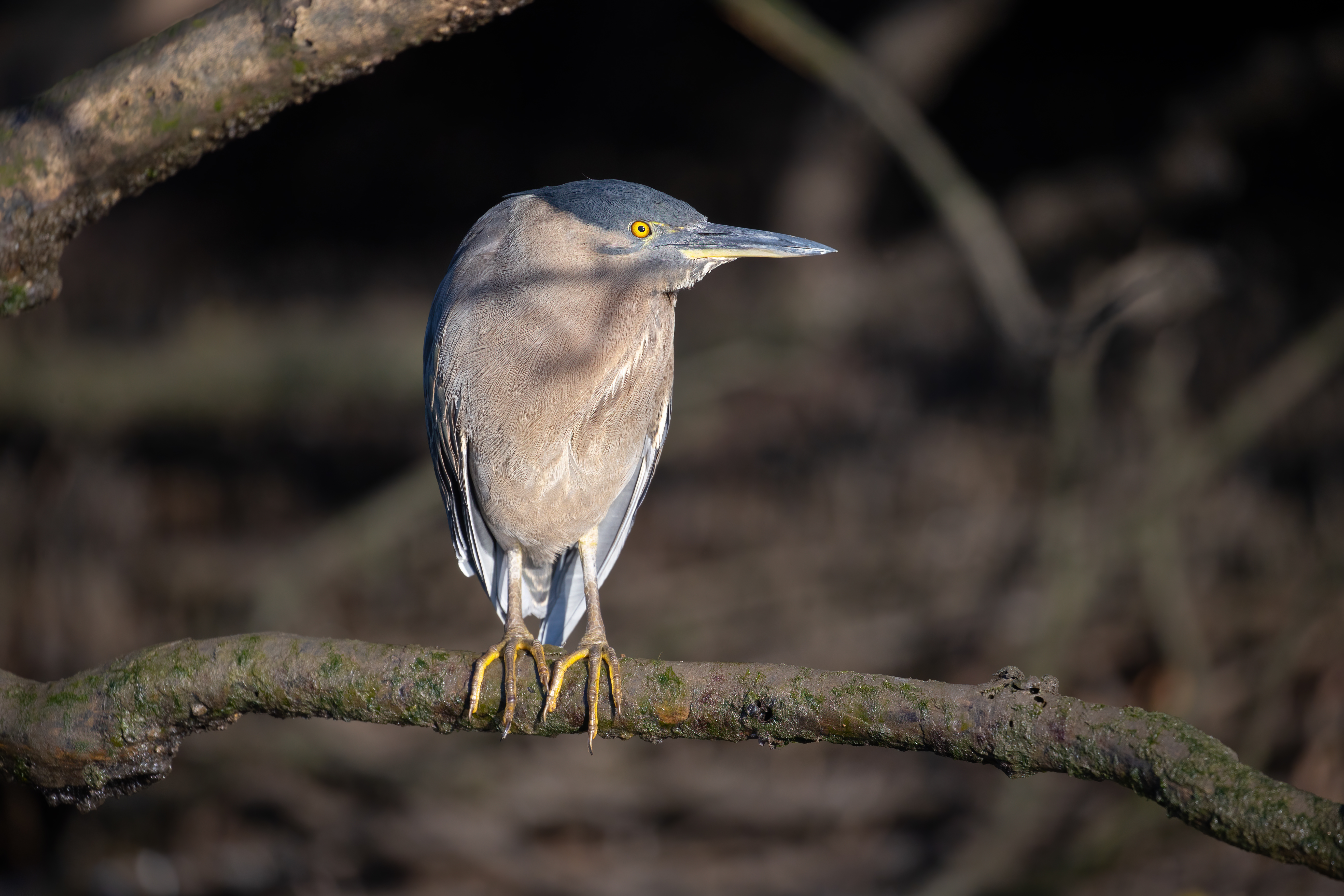
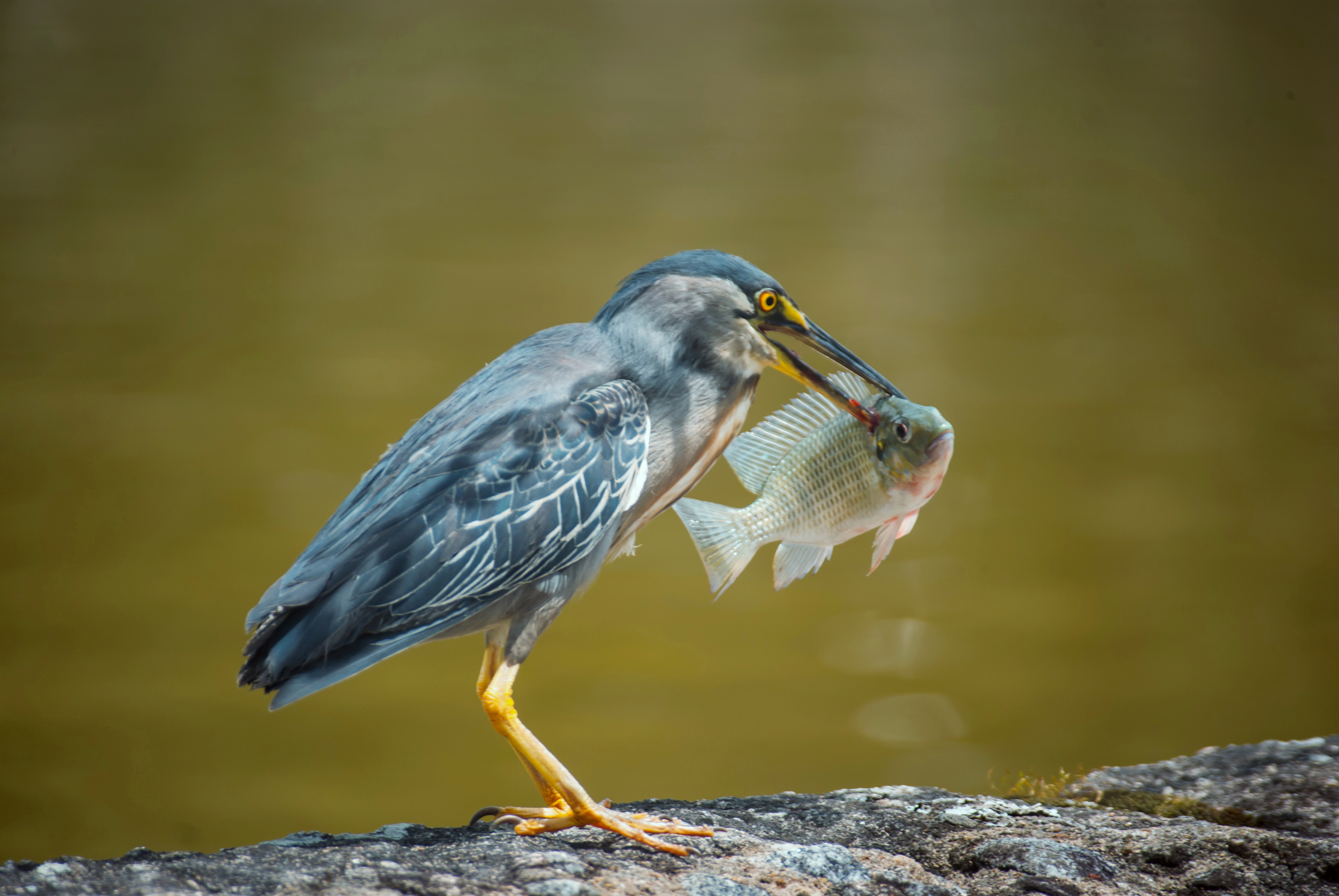
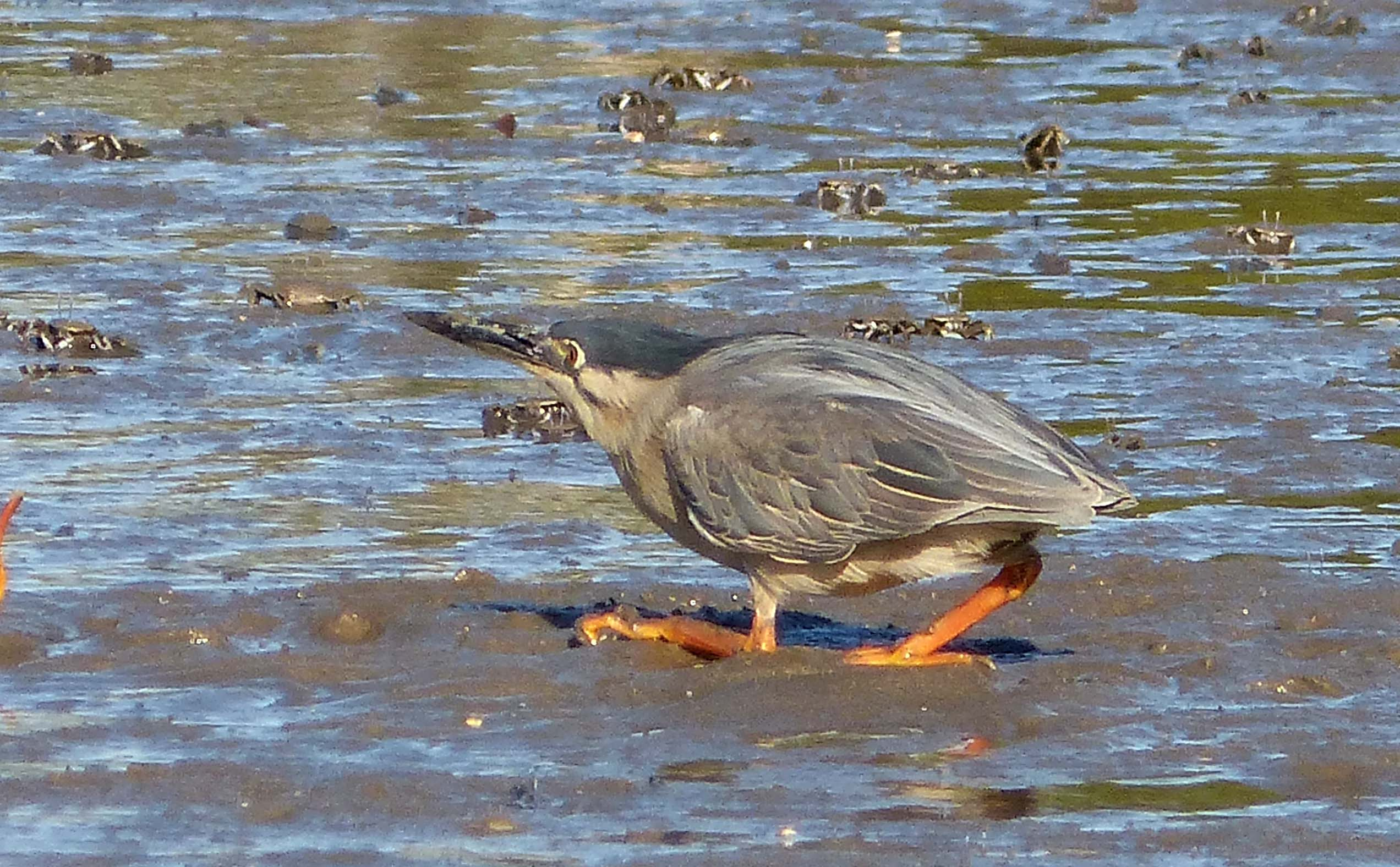
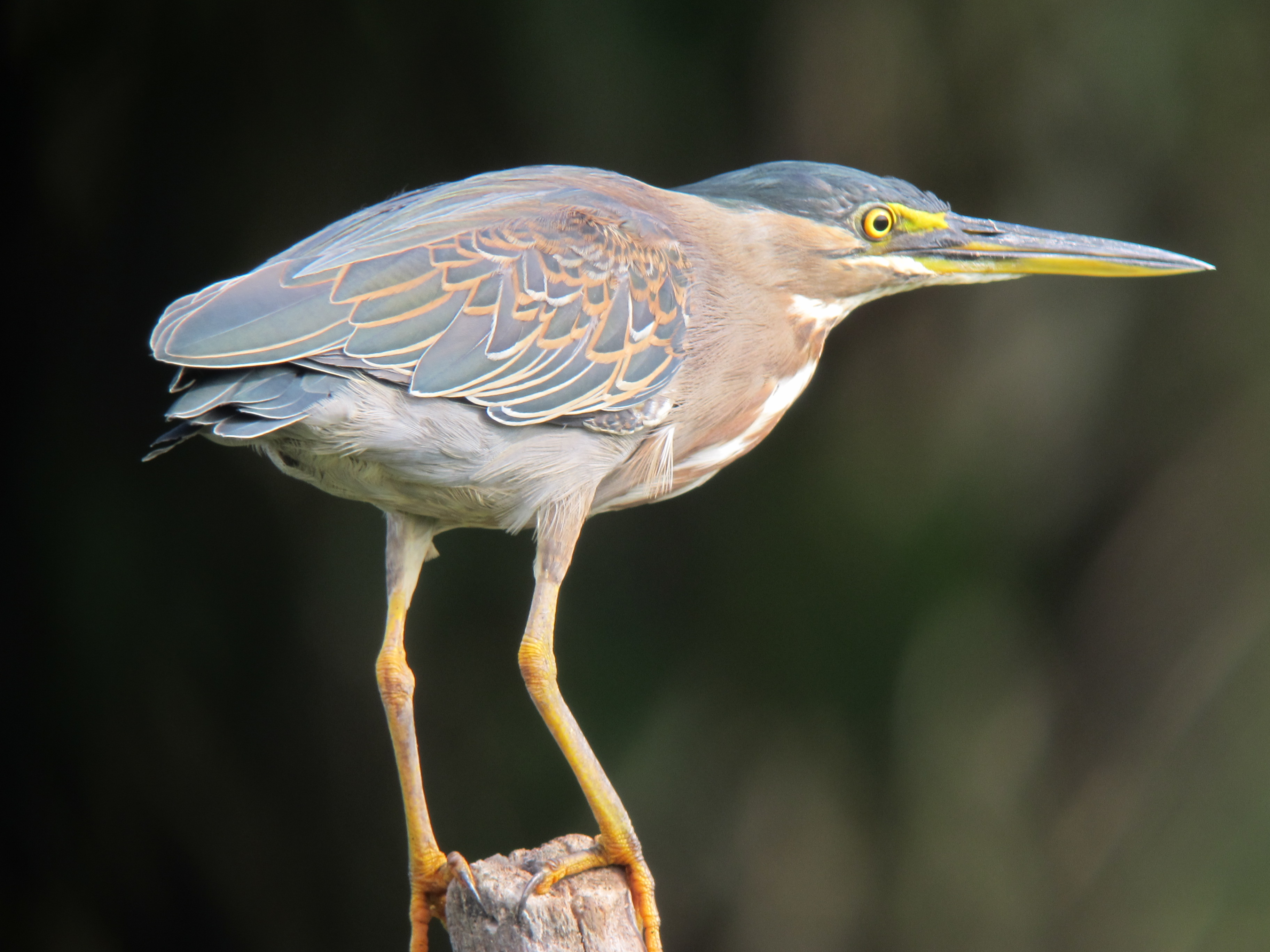
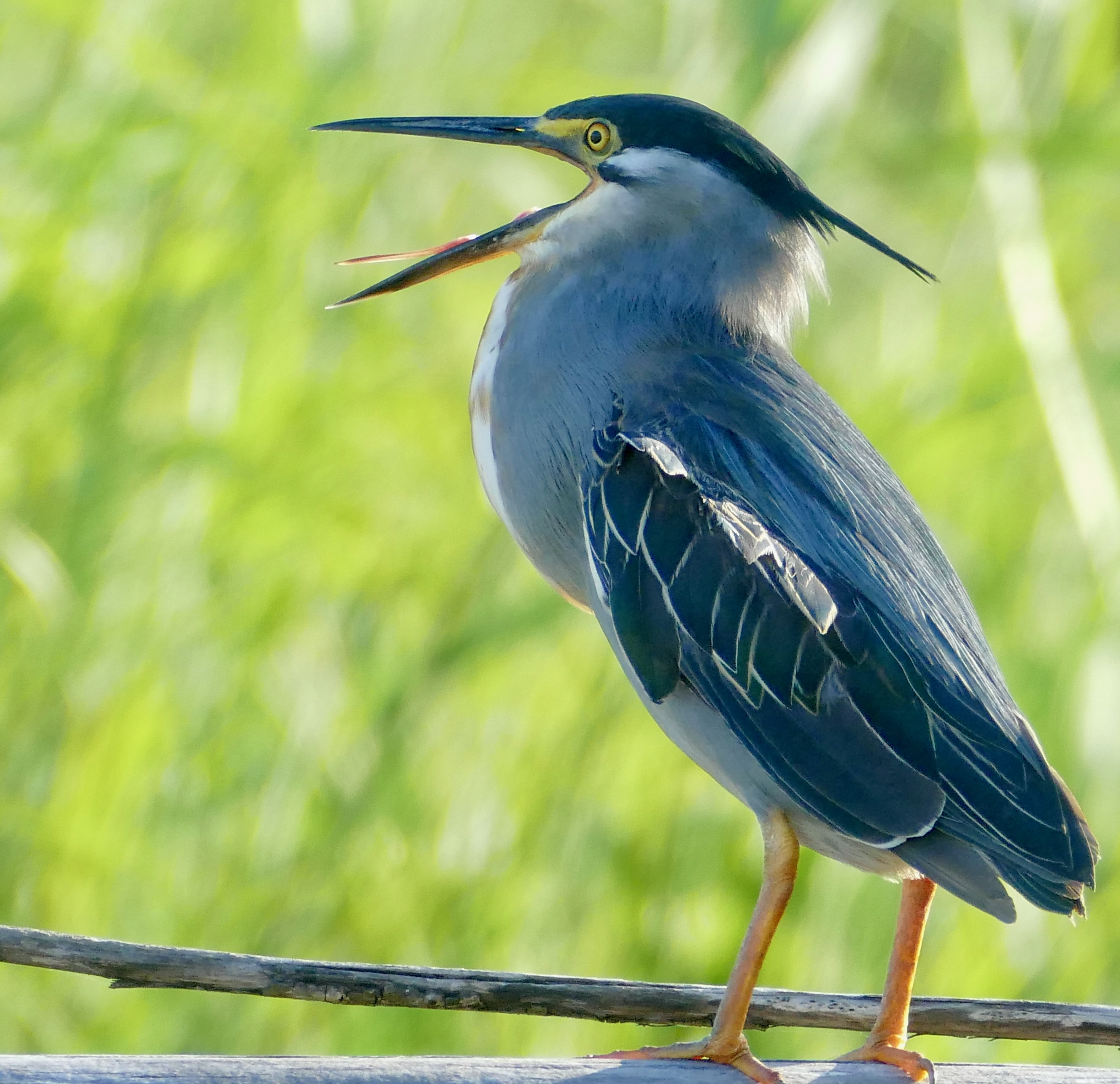